# (3533) Toyota
(3533) Toyota ist ein Asteroid des Hauptgürtels, der am 30. Oktober 1986 von den japanischen Astronomen Kenzō Suzuki und Takeshi Urata an der Sternwarte (IAU-Code 881) in Toyota entdeckt wurde.
Der Asteroid gehört zur Matterania-Familie, einer Gruppe von Asteroiden, die nach (883) Matterania benannt ist.
(3533) Toyota wurde nach der Stadt Toyota in der Präfektur Aichi benannt, dem Wohnort des ersten Entdeckers und Sitz der japanischen Toyota Motor Corporation, des derzeit (2015) größten Automobilherstellers der Welt.